# السمر (دلاور)
السمر، دلاور (به انگلیسی: Elsmere, Delaware) یک سکونتگاه مسکونی در ایالات متحده آمریکا با جمعیت ۶٬۱۳۱ نفر است که در دلاویر واقع شده‌است.